# 楊何蓓茵
楊何蓓茵，JP（1965年1月8日—），現任香港特別行政區公務員事務局局長，政務官出身，曾任公務員事務局常任秘書長，擁有香港大學哲學博士學位。

## 生平
楊何蓓茵早年就讀北角美德小學暨幼稚園（幼稚園部，1968年入讀），繼而入讀嘉諾撒聖方濟各書院，在校時曾於1981年參加由民政署贊助、半島青年商會主辦的「一九八一年度全港青年繙譯比賽，並獲得學生組第一名。於香港大學取得文學士學位後，她在1986年6月加入香港政府任職行政主任，1988年6月轉職政務職系，擔任大埔政務主任。其後曾在政務總署、前憲制事務科和衞生署服务。
楊何蓓茵其后調任保安局首席助理局長，並在1997年12月1日接替梁志仁出任深水埗民政事務專員。卸任民政專員後，她返回政府總部，擔任環境食物局首席助理局長，期間曾主持基因改造食物標籤公眾諮詢會。及後她在2010年4月晉升為首長級乙一級政務官，2014年4月晉升為首長級甲級政務官，其後在2019年4月晉升為首長級甲一級政務官。
楊何蓓茵於1997年在香港大學比較文學系由知名英國作家傑瑞米·譚布寧教授指導下完成哲學博士學位，其論文題為《Raping mail/males: reading and writing in Clarissa》。
2022年6月30日，聶德權離任公務員事務局局長，由楊何蓓茵接替，同年7月1日正式上任。

## 歷任主要職位
- 1997年12月1日至2000年5月31日：深水埗民政事務專員[11][12]
- 2003年1月至2005年4月：衞生福利及食物局首席助理秘書長（衞生）
- 2005年4月至2008年8月：衞生福利及食物局副秘書長（後改稱食物及衞生局副秘書長）[13]
- 2008年10月至2012年10月7日：公務員事務局副秘書長[14]
- 2012年10月8日至2017年7月25日：運輸署署長
- 2017年7月26日至2020年8月6日︰教育局常任秘書長
- 2020年8月7日至2022年6月30日︰公務員事務局常任秘書長
- 2022年7月1日︰公務員事務局局長

## 榮譽

### 殊勳
- 官守太平紳士（J.P.）（2006年7月1日－）[15]

## 外部連結
- 公務員事務局局長楊何蓓茵於香港政府一站通網頁的介紹 （页面存档备份，存于）
- 楊何蓓茵的Facebook專頁

| 官衔            | 官衔                                                | 官衔          |
| --------------- | --------------------------------------------------- | ------------- |
| 前任： 聶德權   | 公務員事務局局長 2022年7月1日至今                   | 現任          |
| 政府职务        |                                                     |               |
| 前任： 周達明   | 公務員事務局常任秘書長 2020年8月7日 - 2022年6月30日 | 繼任： 梁卓文 |
| 前任： 黎陳芷娟 | 教育局常任秘書長 2017年7月26日 - 2020年8月6日       | 繼任： 李美嫦 |
| 前任： 何淑兒   | 運輸署署長 2012年10月8日 - 2017年7月25日            | 繼任： 陳美寶 |
| 前任： 梁志仁   | 深水埗民政事務專員 1997年12月1日 - 2000年5月31日    | 繼任： 馮浩賢 |